# Aceruloplasminemia
Aceruloplasminemia é uma doença autossómica recessiva, caracterizada por uma neurodegeneração progressiva da retina e dos gânglios basais e por diabetes mellitus.
O ferro acumula-se na retina, gânglia basal e outros órgãos. A acumulação no olho pode levar a degeneração retiniana progressiva. A doença é causada por um mutação no gene da ceruloplasmina.